# Gudadinni, Basavana Bagevadi
Gudadinni là một làng thuộc tehsil Basavana Bagevadi, huyện Bijapur, bang Karnataka, Ấn Độ.